# Királykanalasgém
A királykanalasgém (Platalea  regia) a madarak (Aves) osztályának a gödényalakúak (Pelecaniformes) rendjébe, ezen belül az íbiszfélék (Threskiornithidae) családjába és a kanalasgémformák (Plataleinae) alcsaládjába tartozó faj.
Nevüket csőrük kanálszerűen kiszélesedő végéről kapták. Neve szerint gém, de nem az ő rokonuk, hanem íbiszfélékhez tartozik.

## Előfordulása
Ausztrália, Új-Zéland, Indonézia, és Pápua Új-Guinea területén honos.

## Megjelenése
Testhossza 75-80 centiméter. Felborzolható tollbóbitája van, tollazata piszkosfehér, homlokán kis piros folt van. Arcrésze, csőre és lába fekete. Nagyon hasonlít a Magyarországon is élő kanalasgémre (Platalea leucorodia).

## Életmódja
A sekély vízben csőrének kaszáló mozgásával fogja meg halakból, rovarlárvákból és férgekből álló táplálékát.

## Szaporodása
Fészekalja 2-4 tojásból áll, melyen 25 napig kotlik.

## Képek

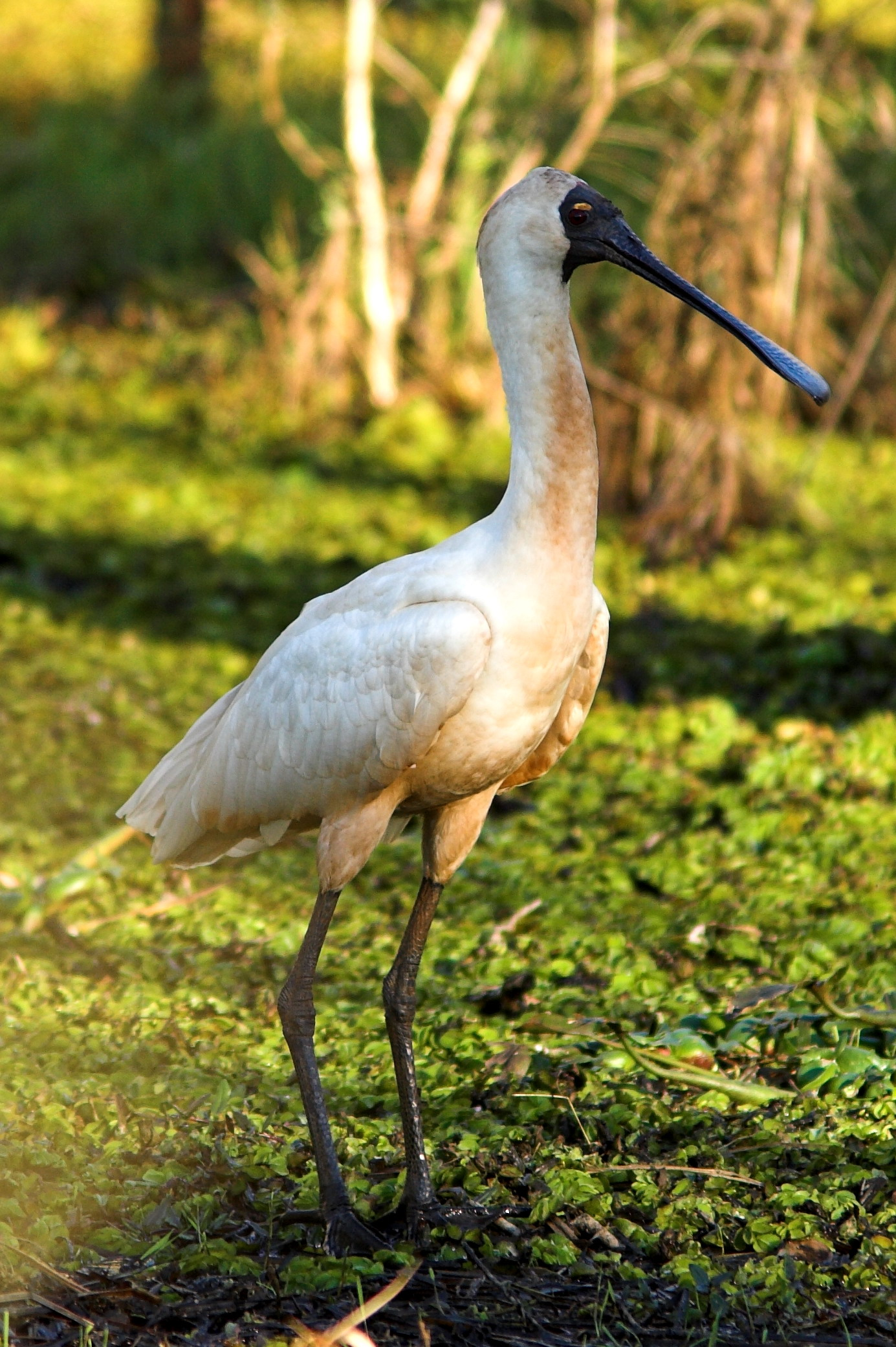
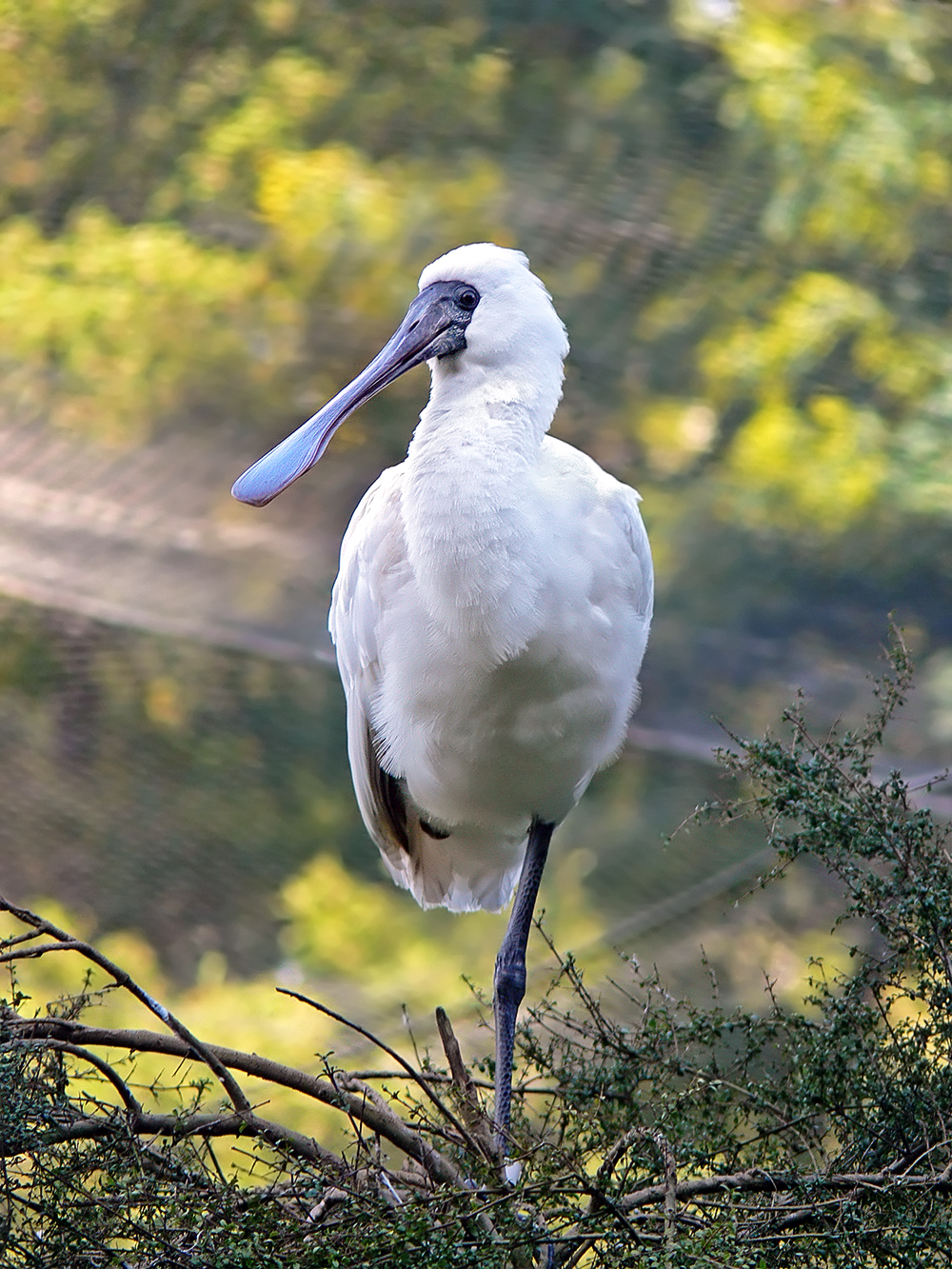
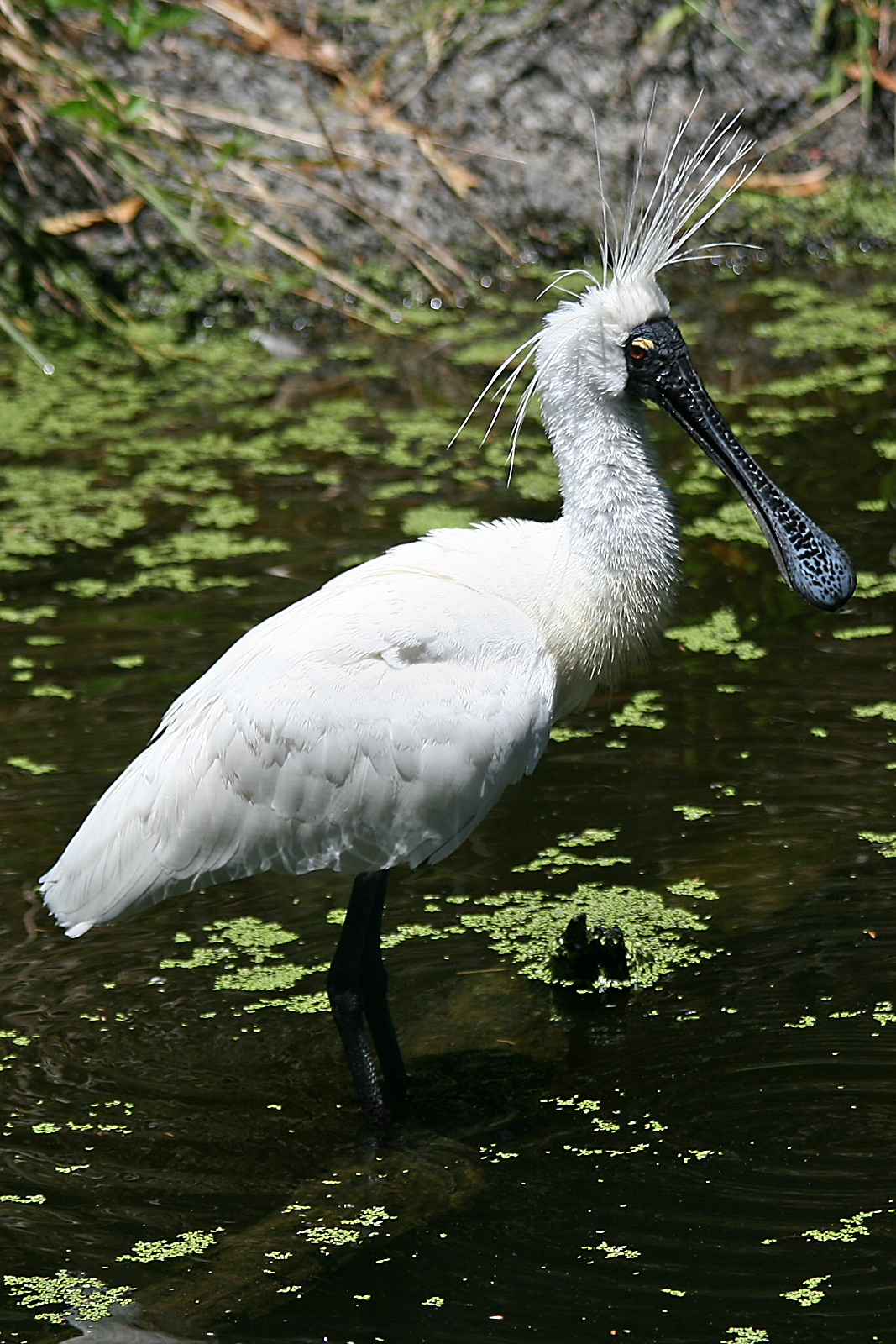
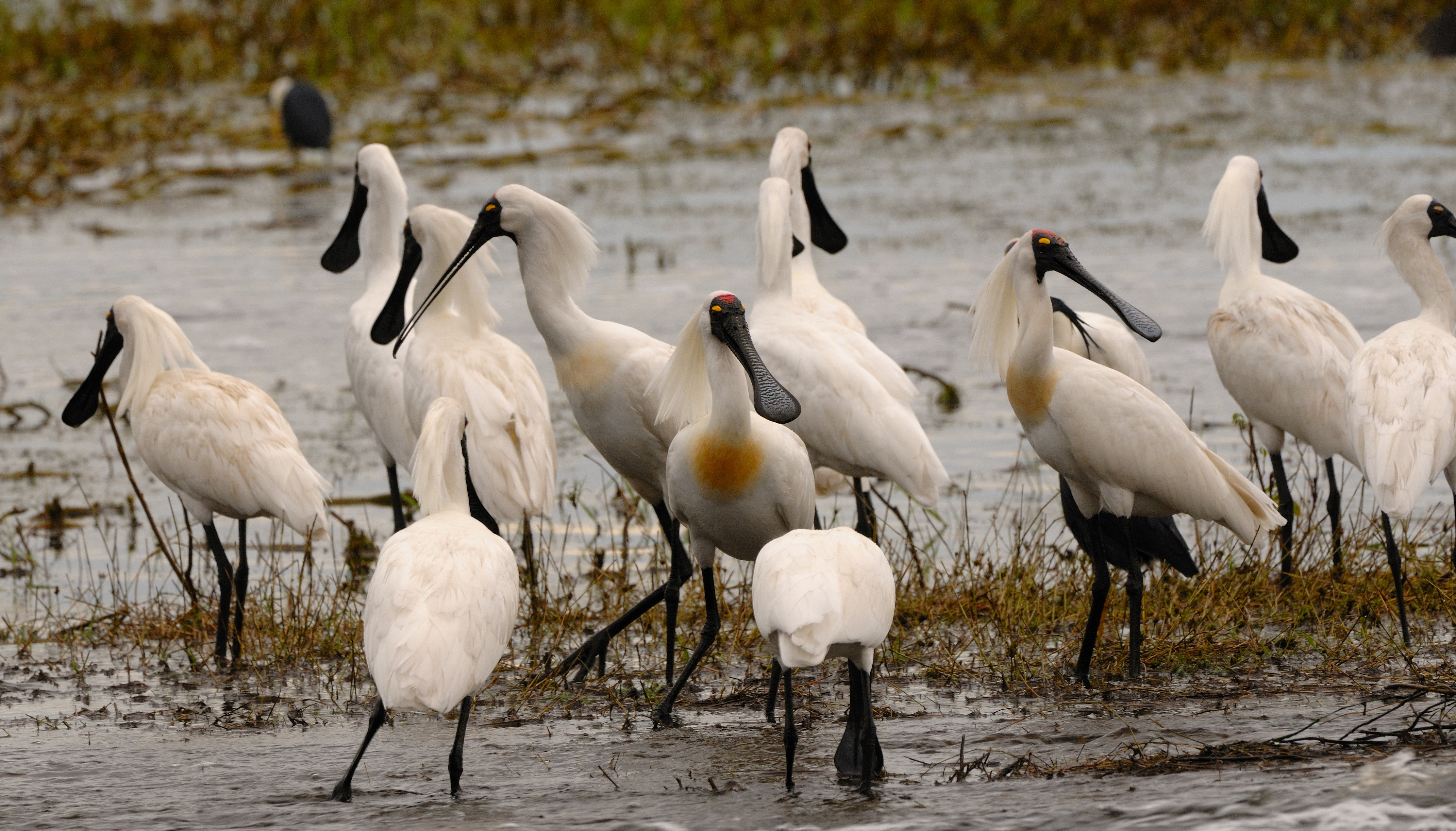